# Cosmarium angulare
Cosmarium angulare là một loài Song tinh tảo trong họ Desmidiaceae, thuộc chi Cosmarium.